# استان بحرین
استان بحرین که همچنین با نام استان چهاردهم و مشماهیگ شناخته می‌شود، بین سال‌های ۱۳۳۶ تا ۱۳۵۰ هجری شمسی (۱۹۵۷ تا ۱۹۷۱ میلادی) یکی از تقسیمات کشوری ایران بود که مجمع‌الجزایر بحرین (که امروزه کشور مستقل بحرین را تشکیل می‌دهد) را شامل می‌شد. در این دوره، بحرین عملاً تحت کنترل «اقامتگاه خلیج فارس» بریتانیا قرار داشت و ایران آن را تحت اشغال استعمار بریتانیا می‌دانست.
اگرچه ایران کنترل واقعی بر این منطقه نداشت، اما به منظور تأکید بر ادعای حاکمیت خود، در تاریخ ۲۱ آبان ۱۳۳۶ (۱۲ نوامبر ۱۹۵۷) بحرین را رسماً به عنوان یک استان اعلام کرد و دو کرسی در مجلس شورای ملی برای آن اختصاص داد (در اوایل دهه ۱۹۰۰ میلادی نیز یک کرسی برای بحرین در مجلس در نظر گرفته شده بود).
در سال ۱۹۵۸ میلادی، شیخ سلمان بن حمد آل خلیفه، حاکم بحرین، به ایران اعلام وفاداری کرد. یکی از پیشینیان او، شیخ محمد بن خلیفه آل خلیفه، در سال ۱۸۵۱ میلادی خواستار حمایت ایران قاجاری در برابر حملات وهابیان شده و آمادگی خود را برای قرار گرفتن تحت‌الحمایگی ایران اعلام کرده بود، اما بریتانیا او را مجبور به پذیرش حمایت خود کرد.
پیش از جداسازی بحرین در سال ۱۳۳۶ (۱۹۵۷)، ایران آن را بخشی از استان فارس می‌دانست. در دوره صفویه، بحرین تابع حکومت بوشهر بود و شهر زباره (که اکنون در کشور قطر قرار دارد) به عنوان پایتخت آن محسوب می‌شد. در سال ۱۱۱۶ هجری شمسی (۱۷۳۷ میلادی) و در زمان سلسله افشاریه، بحرین به تابعیت حکومت فارس درآمد.
استان بحرین به‌طور رسمی با تصویب قطعنامه‌ای در مجلس شورای ملی در تاریخ ۲۴ اردیبهشت ۱۳۵۰ (۱۴ مه ۱۹۷۱) با ۱۸۴ رأی موافق در برابر ۴ رأی مخالف، و تصویب متفق‌القول مجلس سنا در ۲۸ اردیبهشت ۱۳۵۰ (۱۸ مه ۱۹۷۱) منحل شد و ایران استقلال بحرین را به رسمیت شناخت.